# Edgar Meyer (Musiker)

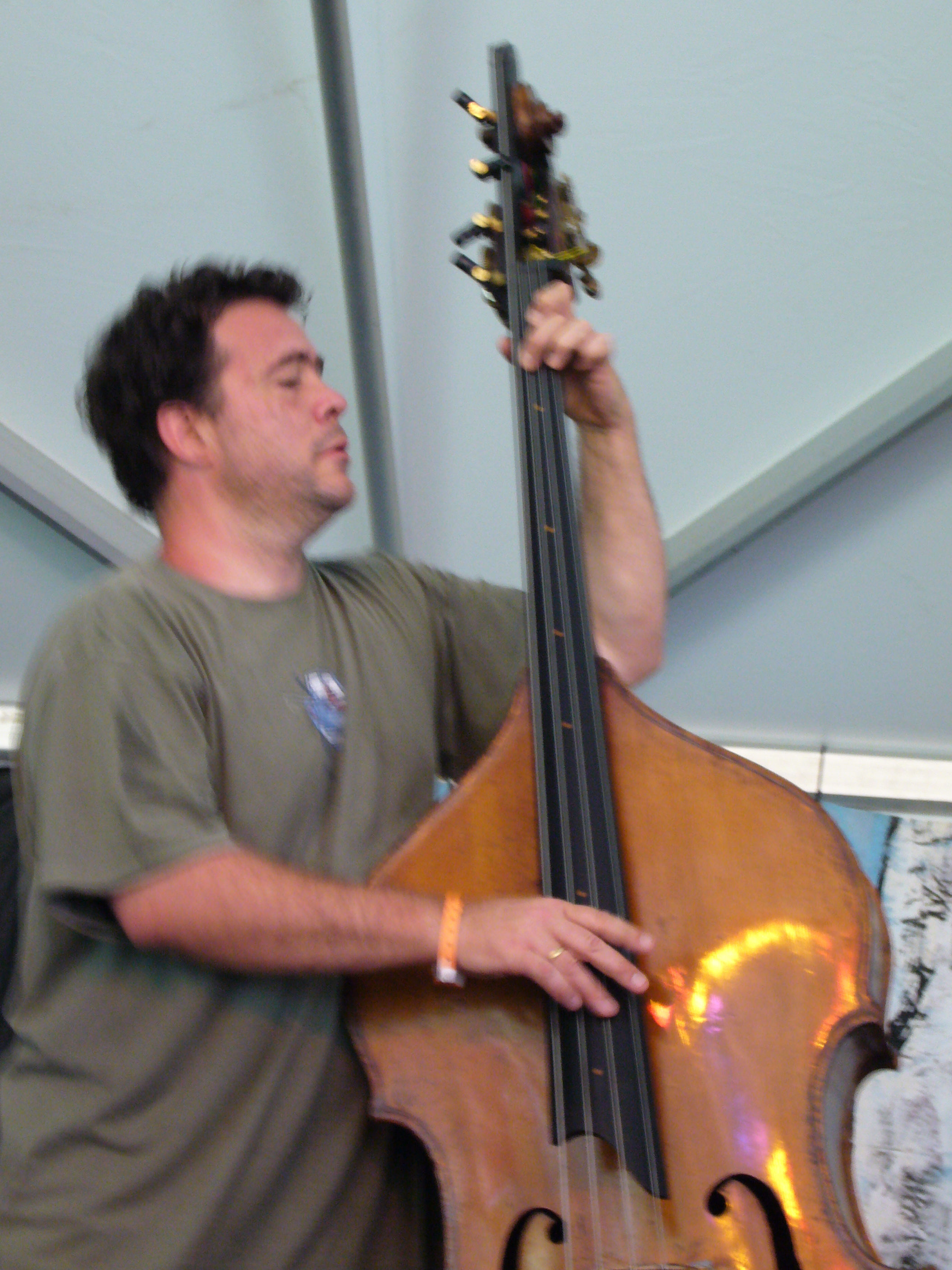
Edgar Meyer

Edgar Meyer (* 24. November 1960 in Tulsa, Oklahoma) ist ein amerikanischer Kontrabass-Virtuose, Komponist und Arrangeur.

## Leben und Wirken
Meyer ist der Sohn eines Kontrabassisten; Edgar Meyer, Sr. leitete ein Orchesterprogramm für Schüler in Oak Ridge (Tennessee) und vermittelte seinem Sohn solide Grundlagenkenntnisse auf seinem Instrument. Seine formale Musikausbildung schloss Edgar, jr. bei Stuart Sankey, seinerzeit einem der angesehensten Kontrabass-Lehrer der USA, und mit einem Studium an der Indiana University in Bloomington ab.
Seine eigentliche professionelle Karriere begann Meyer als Studiomusiker in der Country-Metropole Nashville. Er vereinigt in seinem ausgeprägten Personalstil Einflüsse mehrerer zunächst recht disparat erscheinender Genres, die für sich genommen gewöhnlich als ausgesprochen „amerikanisch“ beziehungsweise „europäisch“ konnotiert werden. So zählt er zu einer kleinen Gruppe zeitgenössischer Musiker, die seit Mitte der 1980er Jahre neue Entwicklungen im Bluegrass angestoßen haben.
Meyer hat aber auch bedeutende Werke des Barock interpretiert, insbesondere seine Einspielungen von Johann Sebastian Bachs Suiten für Violoncello solo (BWV 1007, 1008 und 1011) auf dem Kontrabass fanden breite internationale Beachtung. Auch die Musik der europäischen Romantik fand in Meyer einen innovativen Interpreten: Zu den von ihm auf CD veröffentlichten „Paradestücken“ für Kontrabass zählen unter anderem das Forellenquintett (D. 667) und die Arpeggione-Sonate (D. 821) von Franz Schubert. Zwei der bedeutendsten Kompositionen des italienischen Kontrabass-Virtuosen Giovanni Bottesini (das Concerto No. 2 in h-moll sowie das Gran Duo Concertante) kombinierte Meyer auf einer 2002 erschienenen CD mit zwei eigenen Solokonzerten.
Als Komponist wie als Instrumentalmusiker verweigert sich Meyer aufgrund seiner eklektischen Arbeitsweise einer einfachen Kategorisierung. Relativ charakteristisch für sein bisheriges Werk ist jedoch eine Vorliebe für kleine, kammermusikalisch ausgerichtete Besetzungen. Neben den bereits erwähnten Kompositionen schuf er – neben zahlreichen, an gebräuchlichen amerikanischen Songstrukturen orientierten „Improvisations-Vehikeln“ – ein Solokonzert für Violine, ein Doppelkonzert für Kontrabass und Violoncello sowie ein Streichquintett, das er selbst gemeinsam mit dem Emerson String Quartet uraufführte und aufnahm.
Zu den langjährigen, engen Weggefährten des Bassisten zählen Künstler wie der Cellist Yo-Yo Ma, der Banjospieler Béla Fleck oder der Violinist Joshua Bell, denen wie Meyer selbst an der Überwindung stilistischer Grenzen zwischen der „klassischen Musik“ Europas, dem „urbanen, schwarzen“ Jazz und dem „provinziellen“ Bluegrass des ländlichen Amerika gelegen ist. Mit solchen Musikern erzielte er auch seine größten Erfolge beim breiten Publikum: Short Trip Home von 1999 wurde für den Grammy nominiert, Appalachian Journey vom darauffolgenden Jahr wurde einmal und Perpetual Motion, wiederum ein Jahr später, sogar zweimal mit dem Preis ausgezeichnet.
Im Jahr 2002 wurde ihm eine mit 500.000 Dollar dotierte MacArthur Fellowship zuerkannt. Auf der 2006 veröffentlichten, schlicht Edgar Meyer betitelten CD spielte der Musiker alle Stücke – ausnahmslos Eigenkompositionen – auf diversen Instrumenten (neben dem Kontrabass auch Mandoline, Dobro, Gitarre, Viola da gamba und Klavier) selbst ein. Mit dem Mandolinisten Chris Thile, der 2012 ebenfalls mit dem sogenannten Genius Award ausgezeichnet wurde, spielte er 2008 ein Album (Edgar Meyer & Chris Thile) ein. Die im Jahr 2011 erschienenen Goat Rodeo Sessions (u. a. mit Yo-Yo Ma und Chris Thile) wurden 2013 mit einem Grammy für das beste Folkalbum ausgezeichnet.
Im September 2014 erschien Bass & Mandolin als Nachfolger des Albums von 2008. Dafür erhielt er bei den Grammy Awards 2015 eine weitere Auszeichnung in der Kategorie Bestes zeitgenössisches Instrumentalalbum. Gemeinsam mit seinem Basskollegen Christian McBride legte er 2024 das Album But Who’s Gonna Play The Melody? vor.